# Anaxandre
Anaxandre (en llatí Anaxander, en grec antic Ἀνάξανδρος) va ser el dotzè rei de la dinastia agíada d'Esparta, que va governar aproximadament entre els anys 640 aC i 615 aC.
Era fill d'Eurícrates I. Pausànias diu que va ser nomenat comandant de l'exèrcit dels espartans i va lluitar contra Aristòmenes de Messènia al final de la segona guerra messènica cap a l'any 668 aC, cosa que probablement no és correcta, sinó una conjectura d'Estrabó que es basava en un text del poeta Tirteu, on deia que els avis van lluitar a la primera guerra messènica i els nets en la segona. Plutarc també menciona a Anaxandre.
El va succeir el seu fill Eurícrates II.